# LaNovel Édition
LaNovel Édition était une maison d'édition française, en activité de 2019 à 2024 et spécialisée dans la publication de light novels.

## Historique
LaNovel Édition est créée le 18 août 2019 avec pour ambition de publier des light novels japonais. Elle annonce dans le même temps la traduction et la publication en France de la série de science-fiction Infinite Dendrogram, écrite par Sakon Kaidou et illustrée par Taiki, dont l'adaptation animée a alors été annoncée. Les deux premiers tomes sortent le 1er juillet 2020 au format papier.
Le 30 décembre 2020, la maison d'édition lance un financement participatif via le site Ulule, en raison de difficultés financières liées à la pandémie de Covid-19. Ce crowdfunding est mené à terme avec la levée de 57 133  €, sur un objectif initial de 47 500 €.
En octobre 2021, LaNovel annonce la publication, à partir du 22 octobre 2021, de la série de light novels de fantasy Ascendance of a Bookworm - La petite faiseuse de livres, écrite par Miya Kazuki et illustrée par You Shiina. L'œuvre, qui a dépassé au Japon les 4 millions d'exemplaires en 2020, est alors déjà présente en France à travers ses adaptations, en série animée depuis l'automne 2019 sur la plateforme de VOD Crunchyroll ainsi qu'en manga depuis le 24 janvier 2020 aux éditions Ototo.
À la suite de difficultés, la liquidation judiciaire est annoncée le 19 novembre 2024 et elle cesse son activité après avoir publié trente ouvrages.